# فرهاد دانشجو
فرهاد دانشجو (زاده ۱۳۳۸ دامغان) سیاستمدار اهل ایران است. وی مدیر اجرایی و با رتبه استادی عضو هیئت علمی دانشگاه تربیت مدرس شد. وی رئیس پیشین دانشگاه آزاد اسلامی و دانشگاه تربیت مدرس بوده‌است. 

## سوابق تحصیلی
- کارشناسی: مهندسی عمران
- کارشناسی ارشد: مهندسی سیستم‌های اطلاعات
- دکتری: مهندسی عمران (گرایش مهندسی سازه و مهندسی زلزله)

## برخی از سمتهای اجرایی ـ علمی پیشین
- رئیس مؤسسه پژوهش و برنامه‌ریزی آموزش عالی کشور (معاون وزیر علوم، تحقیقات و فناوری)
- رئیس مرکز تحقیقات ساختمان و مسکن
- عضو ستاد تحصیلات تکمیلی وزارت علوم
- معاون آموزشی دانشکده فنی و مهندسی دانشگاه تربیت مدرس (سال ۱۳۶۹)
- نماینده تام‌الاختیار وزیر علوم، تحقیقات و فناوری در برنامه‌ریزی آموزشی طرح ایران ۱۴۰۰ در سالهای ۱۳۷۴ و ۱۳۷۵
- عضو کمیته علمی بازنگری آیین‌نامه ۲۸۰۰ زلزله ایران
- عضو کمیته علمی تدوین آیین‌نامه طرح لرزه‌ای پل‌های شوسه و راه آهن ایران
- عضو کمیته صنعت شورای پژوهش‌های علمی کشور
- مؤسس و رئیس پژوهشگاه علوم و تکنولوژی دفاعی
- رئیس دانشگاه تربیت مدرس (۱۳۸۹ - ۱۳۸۴)
- رئیس دانشگاه آزاد اسلامی (۱۳۹۲ - ۱۳۹۰)
- رئیس دانشگاه تربیت مدرس[۱] (۱۴۰۳ - ۱۴۰۰)

## حواشی ریاست بر دانشگاه آزاد
در تاریخ سه شنبه ۲۷ دی‌ماه ۱۳۹۰ جلسه هیئت امنای دانشگاه آزاد برای تعیین رئیس این دانشگاه با حضور اکبر هاشمی رفسنجانی، سید حسن خمینی و حمید میرزاده (سه نماینده هیئت مؤسس)، محمد محمدیان (رئیس نهاد نمایندگی ولی فقیه در دانشگاه‌ها)، کامران دانشجو (وزیر علوم)، مرضیه وحید دستجردی (وزیر بهداشت)، فرهاد دانشجو، بهمن یزدی صمدی و فریدون عزیزی (سه نماینده شورای عالی انقلاب فرهنگی) و عبدالله جاسبی (رئیس دانشگاه و دبیر هیئت امنا) برگزار گردید. ترکیب هیئت امنای دانشگاه چندی قبل با مصوبه شورای عالی انقلاب فرهنگی تغییر کرد.
در این جلسه هاشمی رفسنجانی خواستار ارائه برنامه از سوی کاندیداهای ریاست و سپس رأی‌گیری شد اما طیف مقابل لزومی به ارائه برنامه ندید و اعلام کرد که به ریاست فرهاد دانشجو رأی مثبت می‌دهد.
پس از پایان این جلسه، فرهاد دانشجو و هواداران وی ریاست او بر دانشگاه آزاد را اعلام کردند ولی دبیرخانه هیئت امنای دانشگاه آزاد با صدور بیانیه‌ای انتخاب فرهاد دانشجو را رد کرد و گفت که ریاست جلسه با هاشمی رفسنجانی بوده و از سوی وی رأی‌گیری انجام نشده‌است.
۲۷ دی ماه ۱۳۹۱ خورشیدی، شورای عالی انقلاب فرهنگی ریاست فرهاد دانشجو را رسماً تأیید کرد.
در ادامه این اختلافات ابتدا گزارش‌هایی در خصوص تعیین ضرب الاجل برای هاشمی رفسنجانی (رئیس هیئت امنا) به منظور امضای حکم فرهاد دانشجو منتشر شد. اما پس از چندی اعلام شد که شورای عالی انقلاب فرهنگی گفتگوهایی را برای رفع سو تفاهم‌ها آغاز کرده‌است. در ۲۳ بهمن ۱۳۹۰ هیئت ۵ نفره شورا متشکل از حجت‌الاسلام محمد محمدیان، علی اکبر ولایتی، محمدرضا مخبر دزفولی، حجت‌الاسلام محسن قمی و غلامعلی حدادعادل با رئیس هیئت امنای دانشگاه آزاد اسلامی در دفتر مجمع تشخیص مصلحت نظام دیدار کردند که تصمیم‌گیری نهایی به پایان بحث‌های بعدی موکول شد. پس از این دیدار، فرهاد دانشجو ضمن دفاع مجدد از انتخاب خود در جلسه قبلی هیئت امناء دانشگاه آزاد گفت: اگر قرار شود که رأی‌گیری مجدد انجام شود از نامزدی خودداری خواهد کرد.
فرهاد دانشجو تا ۲۷ شهریور ۱۳۹۲ رئیس دانشگاه آزاد بود و در این تاریخ با رأی هیئت امنای دانشگاه آزاد اسلامی، برکنار شده و حمید میرزاده جایگزین وی شد.

## تألیفات
شمار مقالات پژوهشی وی (به استناد رزومه مندرج بر روی وب‌گاه دانشگاه تربیت مدرس) بالغ بر یکصد مقاله می‌باشد. و همچنین تعداد پنج مقاله از وی در پایگاه اسکوپوس نمایه شده است.  می‌توان نمونه‌هایی از آثار وی را در پایگاه «مجلات تخصصی نور» نیز دید.